# フリードリヒ・グラウザー
フリードリヒ・シャルル・グラウザー（Friedrich Charles Glauser、1896年2月4日 - 1938年12月8日）は、スイスの作家。ウィーンに生まれる。

## 経歴
父はスイス人、母はオーストリア人で、4歳のときに母と死別。ウィーンで小学校からギムナジウムの第三学級まで、次いでスイスのグラリゼッグの田園教育舎に3年、ジュネーヴのコレージュに3年学ぶが、コレージュの文学教師の詩集に対する書評記事を新聞に載せたことで放校処分となる。その後チューリヒ州のギムナジウム試験を受けてチューリヒ大学に入り、1学期間化学を専攻。大学在学中よりダダイスムに関わるようになり、最年少のダダ詩人としてトリスタン・ツァラやフーゴ・バルらと交流する。
肺結核を患った際にモルヒネ中毒に陥り、1918年には禁治産宣告を受ける。1919年、父親によりミュンジンゲン精神病院に1年間強制入院させられるが、同院を脱走。その後精神病院への隔離措置やスイスへの強制送還を繰り返し受けながらヨーロッパ各地を転々とする。その間、外人部隊のほか皿洗いや炭鉱夫、庭師、鉛管工、浮浪者などをしながら小説を書き、1935年に『シュルンプ・エルヴィンの殺人事件』でデビューする。ベルン州警察に務める老刑事を主人公としたシュトゥーダー刑事ものの第一作であり、発表後すぐに各紙で絶賛され「スイスのシムノン」と呼ばれた。以後『狂気の王国』『クロック商会』『シナ人』『シュトゥーダー刑事最初の事件』などのシュトゥーダー刑事もののほか、放浪生活中に書き上げた『グーラマ（外人部隊）』、自伝的著作『ダダ、アスコーナ、その他の思い出』などを発表した。1938年、精神病院で知り合った看護婦との結婚式の前夜に突然意識を失い死去。42歳であった。

## 邦訳作品
- 『狂気の王国』（種村季弘訳、作品社） 1998年10月
- 『クロック商会』（種村季弘訳、作品社） 1999年7月
- 『砂漠の千里眼』（種村季弘訳、作品社） 2000年2月
- 『外人部隊』（種村季弘訳、国書刊行会、文学の冒険） 2004年7月
- 『老魔法使い』（種村季弘訳、国書刊行会） 2008年7月